# Fateh Al-Khayr
Le Fateh Al-Khayr est un boutre de 226 tonnes conservé comme navire musée au Kuwait Scientific Center (en) à Koweït City .
Construit en 1938 au Koweït par Ali Abdul Rassol pour Mohamed Al-Ghanim et Thunayan Al-Ghanim, c'est le seul voilier koweïtien survivant de l'ère pré-pétrolière du pays. Bien que le Fateh Al-Khayr partage son nom avec un navire musée similaire à Oman, le navire omanais est un type de boutre appelé Ghanjah, et le navire koweïtien est une variante appelée Bhum.
Après avoir été utilisé pour des voyages longue distance vers l'Afrique, le navire koweïtien a été vendu en 1952 à un capitaine iranien qui l'a utilisé pour la navigation dans le golfe Persique. En 1994, il a été découvert par l'historien maritime koweïtien Yacoub al-Hijji, qui a organisé son achat et sa restauration. À l'époque, on pensait que le seul bhum construit par les koweïtiens avait été détruit pendant la guerre du Golfe. Après deux ans de travail, le Fateh Al-Khayr a été dévoilé au public et installé au musée du Koweït .